# J. T. Gray
Juantavius Tavon „J. T.“ Gray (* 18. Januar 1996 in Clarksdale, Mississippi) ist ein US-amerikanischer American-Football-Spieler in der National Football League (NFL). Er spielt für die New Orleans Saints als Safety und vor allem als Special Teamer.

## College
Gray ließ schon früh sportliches Talent erkennen und zeigte an der High School auch als Leichtathlet beachtliche Leistungen. Er besuchte die Mississippi State University und spielte für deren Mannschaft, die Bulldogs, auf verschiedenen Defense-Positionen erfolgreich College Football, wobei er zwischen 2014 und 2017 insgesamt 209 Tackles setzen und 8 Pässe verhindern konnte. Außerdem gelangen ihm je eine Interception sowie ein Touchdown.

## NFL
Beim NFL Draft 2018 fand er keine Berücksichtigung, wurde aber danach von den New Orleans Saints als Free Agent verpflichtet. Während Gray in der Defense nur sporadisch zum Einsatz kam, mauserte er sich zu einer fixen Größe in den Special Teams, wo er auf verschiedenen Positionen, hauptsächlich aber als Gunner aufgeboten wurde. Die Spielzeit 2021, in der er erstmals auch als Mannschaftskapitän fungierte, verlief für ihn besonders erfolgreich. Mit 19 Special Teams Tackles war er der erfolgreichste Spieler der ganzen Liga. Dafür wurde er auch erstmals in den Pro Bowl berufen und in das First-Team All-Pro gewählt, nachdem er es 2019 schon in das Second-Team All-Pro geschafft hatte.